# Tomasz Busse
Tomasz Busse (ur. 4 października 1956 w Łodzi) – zapaśnik w stylu wolnym, olimpijczyk z Moskwy 1980.
Reprezentant łódzkich klubów: ŁKS oraz Budowlani Łódź.

## Osiągnięcia
- 1975
  - 3. miejsce w mistrzostwach świata juniorów
- 1976
  - 1. miejsce w mistrzostwach Europy juniorów
  - 5. miejsce w mistrzostwach Europy seniorów w kategorii do 100 kg
- 1977
  - 1. miejsce w mistrzostwach Polski w kategorii do 100 kg
  - 5. miejsce w mistrzostwach Europy seniorów w kategorii do 100 kg
- 1978
  - 1. miejsce w mistrzostwach Polski w kategorii do 100 kg
  - 4. miejsce w mistrzostwach Europy w kategorii do 90 kg
- 1979
  - 1. miejsce w mistrzostwach Polski w kategorii do 90 kg
  - 4. miejsce w mistrzostwach Europy w kategorii do 90 kg
- 1980
  - 1. miejsce w mistrzostwach Polski w kategorii do 100 kg
  - 5. miejsce na igrzyskach olimpijskich w kategorii do 100 kg
- 1981
  - 2. miejsce w mistrzostwach Europy w kategorii do 100 kg
  - 1. miejsce w mistrzostwach Polski w kategorii do 100 kg
- 1982
  - 1. miejsce w mistrzostwach Polski w kategorii do 100 kg
- 1983
  - 1. miejsce w mistrzostwach Polski w kategorii do 100 kg
  - 5. miejsce w mistrzostwach Europy w kategorii do 100 kg
- 1984
  - 3. miejsce w mistrzostwach Europy w kategorii do 100 kg

## Odznaczenia i nagrody
- Srebrny Medal „Za Wybitne Osiągnięcia Sportowe”